# Wolica Piaskowa
Wolica Piaskowa – część miasta Sędziszów Małopolski, dawna wieś w Polsce, położona w województwie podkarpackim, w powiecie ropczycko-sędziszowskim, w gminie Sędziszów Małopolski.
1 stycznia 2019 wraz z Borkiem Wielkim, Kawęczynem Sędziszowskim i Wolicą Ługową włączona w strukturę miasta Sędziszowa Małopolskiego.
W latach 1975–1998 miejscowość administracyjnie należała do województwa rzeszowskiego.
Ze wsi pochodzi Tadeusz Dyło, nauczyciel, krajoznawca, działacz turystyczny Polskiego Towarzystwa Turystyczno-Krajoznawczego, członek Armii Krajowej.

## Integralne części
| SIMC    | Nazwa     | Rodzaj     |
| ------- | --------- | ---------- |
| 0995690 | Malinówka | przysiółek |
| 0661150 | Ogrody    | część wsi  |
| 0995767 | Popowiec  | część wsi  |
| 0661204 | Potok     | przysiółek |
| 0661167 | Rędziny   | przysiółek |
| 0661173 | Wisy      | przysiółek |
| 0661180 | Załuże    | przysiółek |
| 0661196 | Zamłynie  | przysiółek |

Po włączeniu Wolicy Piaskowej do Sędziszowa Małopolskiego, dotychczasowe integralne części wsi zmieniły rodzaj miejscowości na część miasta Sędziszów Małopolski.